# Andrzej Milczarski
Andrzej Jan Milczarski (ur. 3 lutego 1955) – polski piłkarz, napastnik.
W pierwszej lidze grał w barwach ŁKS, Zawiszy Bydgoszcz i Zagłębia Sosnowiec. W reprezentacji Polski wystąpił tylko raz, w rozegranym 12 października 1980 spotkaniu z Argentyną, które Polska przegrała 1:2.